# Soracá
Soracá – miasto w Kolumbii, w departamencie Boyacá.